# بوجانگای آندامان
بوجانگای آندامان (نام علمی: Dicrurus andamanensis) نام یک گونه از تیره بوجانگا است.